# Oreolalax weigoldi
Oreolalax weigoldi är en groddjursart som först beskrevs av Vogt 1924.  Oreolalax weigoldi ingår i släktet Oreolalax och familjen Megophryidae. IUCN kategoriserar arten globalt som otillräckligt studerad. Inga underarter finns listade i Catalogue of Life.